# ADN complementari
En genètica, l'ADN complementari (ADNc o en anglès cDNA) és ADN sintetitzat a partir de ARNm madur. L'ADNc s'utilitza per clonar gens eucariotes en procariotes o per obtenir minigèns.